# Philippine International 1976
Il Philippine International 1976 è stato un torneo di tennis giocato sul cemento. È stata la 4ª edizione del Philippine International facente parte del Commercial Union Assurance Grand Prix 1976. Si è giocato a Manila nelle Filippine dal 15 al 21 novembre 1976.

## Campioni

### Singolare
Brian Fairlie ha battuto in finale  Ray Ruffels con il punteggio di 7–5, 6–7, 7–6

### Doppio
Ross Case /  Geoff Masters hanno battuto in finale  Anand Amritraj /  Corrado Barazzutti con il punteggio di 6–0, 6–1